# Мулловка (Ульяновская область)
Мулловка — посёлок городского типа в Мелекесском районе Ульяновской области России. Население на 2020 г. — 5477 человек.

## География
Расстояние до административного центра г. Димитровград — 16 км. Расстояние до Ульяновска — 77 км. Расстояние до ближайшей железнодорожной станции — 18 км. Находится на р. Сосновка и прудах: Мингулевский, Красотка и Фабричный.

## История
Основан в 1706 году на землях, принадлежащих А. Д. Меньшикову.
В 1780 году село Рождественское Мулловка с 398 ревизских душ вошла в состав Ставропольского уезда Симбирского наместничества. В 1796 году — в Симбирской губернии.
Текстильная фабрика является одним из старейших предприятий Ульяновской области (основано в 1785 году). Помещик Степан Григорьевич Мельгунов, отдавая дань моде того времени, закупил 6 станков. К тому моменту 56 рабочих за один сезон (с осени до весны) вырабатывали до полутора тысяч аршин суровья (одна тысяча метров). Предприятие за короткий срок окупилось и стало приносить доход. Впрочем, самой крупной текстильной фабрикой губернии суконная мануфактура стала лишь при правлении князей Трубецких. Максимальная выработка в те годы достигала 215 тысячи аршин в год (150 тыс. метров). За годы войн, революции и реформ фабрика пережила много падений и подъёмов. Кризис 90-х годов прошлого столетия, также не обошел стороной и Мулловскую суконную фабрику. Руководство фабрики в поисках выхода из сложившейся ситуации остановило свой выбор на производстве текстильной обивки для сидений автомобилей. Переход на производство новой продукции потребовал разработки новых технологий: производства тканей из полиэфирных нитей, дублирования тканей нетканым полотном и полиуретаном.
В 1804 году, на средства помещика С. Г. Мельгунова, была построена каменная трехпрестольная Христорождественнская церковь. Престолы: во имя Казанской Божьей Матери, Николая Чудотворца и Рождества Христова .
В 1851 году село вошло в состав Ставропольского уезда Самарской губернии.
В 1859 году в селе Рождественское (Мулловка), при реке Сосновка, было 217 дворов, одна православная церковь, две фабрики и одна лесопильня.
На 1930 год село являлось админ. центром, в который вхолили: с. Мулловка, Мулловский совхоз, с. Мулловская суконная фабрика, пос. Мильгунов, пос. Степановка, дер. Сосновка, дер. Наяновка.
Статус посёлка городского типа — с 1944 года.
В 1952—1956 годах, во время строительства Куйбышевской ГЭС, к Мулловке были доприселены жители затаплеваемого села Наяновка.

## Экономика
В Мулловке сегодня функционируют около 50 предприятий и объектов среднего бизнеса. Основные предприятия:
- ООО «Матэко» (производство чулочно-носочных изделий)
- ООО «Веретено» (производство шинельного сукна)
- ООО «Гиппократ» (производство медицинского спирта и настоек пустырника, валерианы, боярышника, а также корвалола). По данным газеты «Ведомости», к 2010 году это предприятие производило до 30 % лекарственных настоек в России (в объёмном выражении).[9] Виновник региональной экологической катастрофы 26 августа 2017 г. Винокуренный завод в Мулловке существовал ещё при царской власти. Но никогда, вплоть до 2016 года, не создавал таких бедственных условий для окружающей природы. Отстойники барды — отходов производства, появились на землях сельхозназначения. Быстро заполнились, отравив воду и землю.[источник не указан 1113 дней]

## Население
| Год  | Численность | Численность |
| ---- | ----------- | ----------- |
| 1859 | 1803        | [ 10 ]      |
| 1889 | 1711        | [ 11 ]      |
| 1897 | 2316        | [ 12 ]      |
| 1910 | 2702        | [ 13 ]      |
| 1959 | 8829        | [ 14 ]      |
| 1970 | 8195        | [ 15 ]      |
| 1979 | 7568        | [ 16 ]      |
| 1989 | 6839        | [ 17 ]      |
| 2002 | 6439        | [ 18 ]      |
| 2009 | 6534        | [ 19 ]      |
| 2010 | 6168        | [ 20 ]      |
| 2012 | 6148        | [ 21 ]      |
| 2013 | 6128        | [ 22 ]      |
| 2014 | 6102        | [ 23 ]      |
| 2015 | 6110        | [ 24 ]      |
| 2016 | 6063        | [ 25 ]      |
| 2017 | 5929        | [ 26 ]      |
| 2018 | 5798        | [ 27 ]      |
| 2019 | 5610        | [ 28 ]      |
| 2020 | 5477        | [ 29 ]      |
| 2021 | 5029        | [ 1 ]       |

## Экология и климат
В непосредственной близости располагается комплексный ботанический памятник природы «Реликтовые леса».
Часть территории поселка попадает в пределы санитарно-защитной зоны ГНЦ НИИАР, которая установлена круговой с радиусом 5 км и центром на оси высотной трубы вентиляционного центра института., в связи с чем существуют опасения о негативном воздействии радиации на население поселка.,.
В Мулловке преобладает континентальный климат. Зимы холодные и длительные а лето теплое с ясной погодой. Самый холодный месяц – Январь со средней температурой примерно -9,5° по градусу цельсия. Самый теплый месяц – Июль со средней температурой примерно +19,2° по градусу цельсия.
Среднее годовое количество осадков – 445 мм.

## Спорт
В 1973 г. «Текстильщик» стала называться Мулловская суконная фабрика.
Пришедшие с Великой Отечественной войны фронтовики создали команду «Красный труд». Инициатором этого стал орденоносец-фронтовик Ахтам Сиразетдинов его поддержало руководство суконной фабрики. Команда выступала на первенство города Мелекесса и Ульяновской области. За эту команду играли фронтовики Захаров А., Фетисов В., Петров Н., Гвозднов Вл., Мальцев М.
Команда «Текстильщик» выигрывала чемпионат Ульяновской области, была его многократным призёром, участвовала в финалах кубка области. Многократные чемпионы г. Мелекесса — Димитровграда, обладатели кубка города, и призёры чемпионата города, с начала проведения чемпионата Мелекесского района с 1960 г. «Текстильщик» является бессменным победителем этих соревнований.
В настоящее время футбольная команда «Текстильщик» прекратила своё существование, а на её базе основана команда «Урожай», представляющая Мелекесский район в первенстве и кубке Ульяновской области по футболу. Команда имеет свою базу стадион с трибунами, спортзал 36х18 все условия для тренировок как взрослых так и детей. Созданы группы подготовки где занимаются дети. Эти команды успешно выступают в чемпионате г. Димитровграда, а также детских турнирах на призы «Кожаного мяча».

## Известные уроженцы
- Ухов Валентин Петрович (1908—1957) — советский военачальник, генерал-майор авиации. Во время ВОВ некоторое время был непосредственным командиром «Сына Вождя» Василия Сталина.
- Колода Вячеслав Геннадьевич — советский, российский, казахстанский футболист, нападающий.

## Достопримечательности
- В 1,5 км к западу у северной стороны шоссе Ульяновск-Димитровград сохранился участок земляного вала Закамской засечной черты длиной до 1 км, два городища XVII века и средневековое селище между ними. В 2004 году на этом участке был установлен памятный знак «Здесь проходила граница России с 1656 по 1736 гг.».[34]
- Памятник природы Реликтовые леса.
- Родник «Менгулевский»[35].
- Родник на р. Сосновка[35].
- Обелиск воинам Великой Отечественной войны (р.п. Мулловка (в совхозной части), 1975 г.)[36]
- Обелиск воинам Великой Отечественной войны (р.п. Мулловка, (в фабричной части), 1970 г.)[37]
- Церковь Рождества Христова.
- Часовня
- Мельница
- Абикин дом

## Транспорт
Внутрипоселковый транспорт представлен автобусами и маршрутными такси. С автостанции поселка регулярно отправляются автобусы в Самару, Ульяновск, Чердаклы, Заволжье, Озерки, Димитровград, Тольятти.

## Городские легенды
По рассказам местного краеведа С. Г. Суркова:
«Ходит легенда, что около ста лет назад в местном пруду мужики утопили вора-конокрада. Перед смертью цыган наслал проклятье на всех, кто когда-либо будет жить на этой земле или проезжать по ней. Местные жители уверяют, что именно из-за этого проклятья в Мулловке постоянно что-то происходит.»
Существует легенда о жительнице поселка Прасковье Алексеевне Калинычевой, которая периодически засыпала летаргическим сном, длящемся недели и даже месяцы.

## Фотографии
- Панорама пруда рядом с текстильной фабрикой
- Панорама пруда с другого ракурса
- Панорама р. Большой Черемшан со стороны Мулловки